# Hannó (310 aC)
Hannó va ser un dels generals cartaginesos nomenats per fer front a Agàtocles de Siracusa l'any 310 aC quan aquest va desembarcar a l'Àfrica.
Segons la tradició tenia un feu hereditari conjuntament amb Bomílcar el seu company en el comandament, cosa que pressuposa que ambdós haurien de ser parents. A una batalla contra Agàtocles va dirigir l'ala dreta i es va col·locar al davant de la Legió Sagrada, un cos escollit d'infanteria pesada de nadius cartaginesos, mentre Bomilcar agafava el comandament de l'ala esquerra. Durant una part de la batalla va atacar l'ala esquerra de l'enemic amb força i en sortia victoriós però finalment els soldats d'Agàtocles van resistir i Hannó va caure cobert de ferides, cosa que va obligar les seves tropes a retrocedir, segons Diodor de Sicília i l'historiador Justí.